# Пайк, Альберт
Альберт Пайк (англ. Albert Pike) (29 декабря 1809 — 2 апреля 1891) — американский адвокат, генерал армии Конфедерации, писатель, видный масон, реформатор Древнего и принятого шотландского устава, великий командор Верховного совета южной юрисдикции, 33° ДПШУ. За заслуги, как офицеру Армии Конфедеративных Штатов Америки ему был установлен памятник в Вашингтоне.

## Биография
Альберт Пайк родился 29 декабря 1809 года в Бостоне, штат Массачусетс, в семье башмачника Бенджамина Пайка и его жены Сарры Пайк (в девичестве Эндрюс). Род Пайков, однако, мог похвастаться великими предками. Так, например, дед Бенджамина Николас был автором первого в Америке учебника арифметики и другом генерала Вашингтона, а двоюродный дядя Завулон Пайк открыл и описал гору, и ныне носящую имя «пик Пайка». Обучался Альберт Пайк в Байфилде, Ньюберипорте, а затем в академии Фрэмингхема, штат Массачусетс. В 14 лет он уже чувствовал себя в силах поступить в Гарвардский университет и даже успешно сдал экстерном экзамены за первые два года обучения, намереваясь сразу поступить на третий курс юридического факультета. Однако руководство университета все равно потребовало с него оплату первых двух лет обучения, на что он пойти не мог, а потому отказался от дальнейших попыток поступления. С 1824 по 1831 год он посвятил себя преподаванию и самостоятельному обучению, в свободные часы писал стихи. В 1850 году Гарвард удостоил А. Пайка почетной степени магистра искусств, тем самым косвенно признавая ошибочность своего давнего решения. В качестве учителя он работал в средних школах Глостера, Фэйрхейвена и Ньюберипорта.
В 1831 году Пайк покинул Массачусетс и начал путешествие на запад с первой продолжительной остановкой в Сент-Луисе, штат Миссури, затем он переехал в город Индепенденс в этом же штате. В Индепенденсе он присоединился к походу в Таос. Во время путешествия его лошадь сбежала, вынудив его пройти пешком оставшиеся 500 миль. После путешествия в Льяно-Эстакадо он проделал путь в 1300 миль (из которых 650 пешком) и наконец прибыл в Форт-Смит, штат Арканзас. Поселившись в 1831 году в Арканзасе, он начал преподавать в школе. Пайк написал несколько статей для литл-рокской газеты Arkansas Advocate (под псевдонимом «Casca»). Статьи стали популярными, и Пайк получил предложение войти в штат издания. Позже, после свадьбы с Мэри-Энн Гамильтон он, используя приданое, купил в собственность части издания, а позже, в 1835 году стал единоличным её владельцем. Под руководством Пайка «Адвокат» продвигал идеи Партии вигов в политически нестабильном и разрозненном Арканзасе.
Впоследствии Пайк стал изучать юриспруденцию и в 1837 году стал членом профессиональной ассоциации юристов. В этом же году он продал издание «Адвокат». Он стал первым репортером Арканзасского Верховного суда, а также анонимно опубликовал книгу «The Arkansas Form Book», которая стала своего рода путеводителем для юристов. В 1859 году он получил звание почетного доктора философии Гарварда, но отказался от него. В 1861 году от имени Конфедерации заключил ряд договоров с индейцами в качестве комиссара по всем индейским племенам.
Пайк умер на 82 году жизни в Вашингтоне (округ Колумбия) и похоронен на кладбище Оак-Хилл (против своей воли был кремирован). В 1944 году его останки были перенесены в House of the Temple, который является одновременно и штаб-квартирой Верховного совета южной юрисдикции Древнего и принятого шотландского устава.

## В масонстве
Сначала Альберт Пайк вступил в независимый орден «Odd Fellows», в 1840 году, и только через 10 лет был инициирован в масонство в ложе «Восточная звезда» № 2 в Литл-Рок. Он получил 10 степеней Йоркского устава между 1850 и 1853 годами, до получения Альбертом Макеем первых 29 градусов Древнего и принятого шотландского устава в марте 1853 года в Чарльстоне (Южная Каролина).
Затем он стал чрезвычайно активным в Верховном совете южной юрисдикции и с энтузиазмом откликнулся на просьбу Макея о более серьёзном пересмотре и редактировании ритуалов ДПШУ в 1855—1861 годах. Он был избран великим командором Верховного совета южной юрисдикции в 1859 году и оставался во его главе в течение 32 лет, до конца своей жизни.
Главным трудом Альберта Пайка является «Мораль и догма Древнего и принятого шотландского устава масонства». Это произведение является основой его труда по оживлению и реформированию Древнего и принятого шотландского устава в США и приданию ему нового смысла.

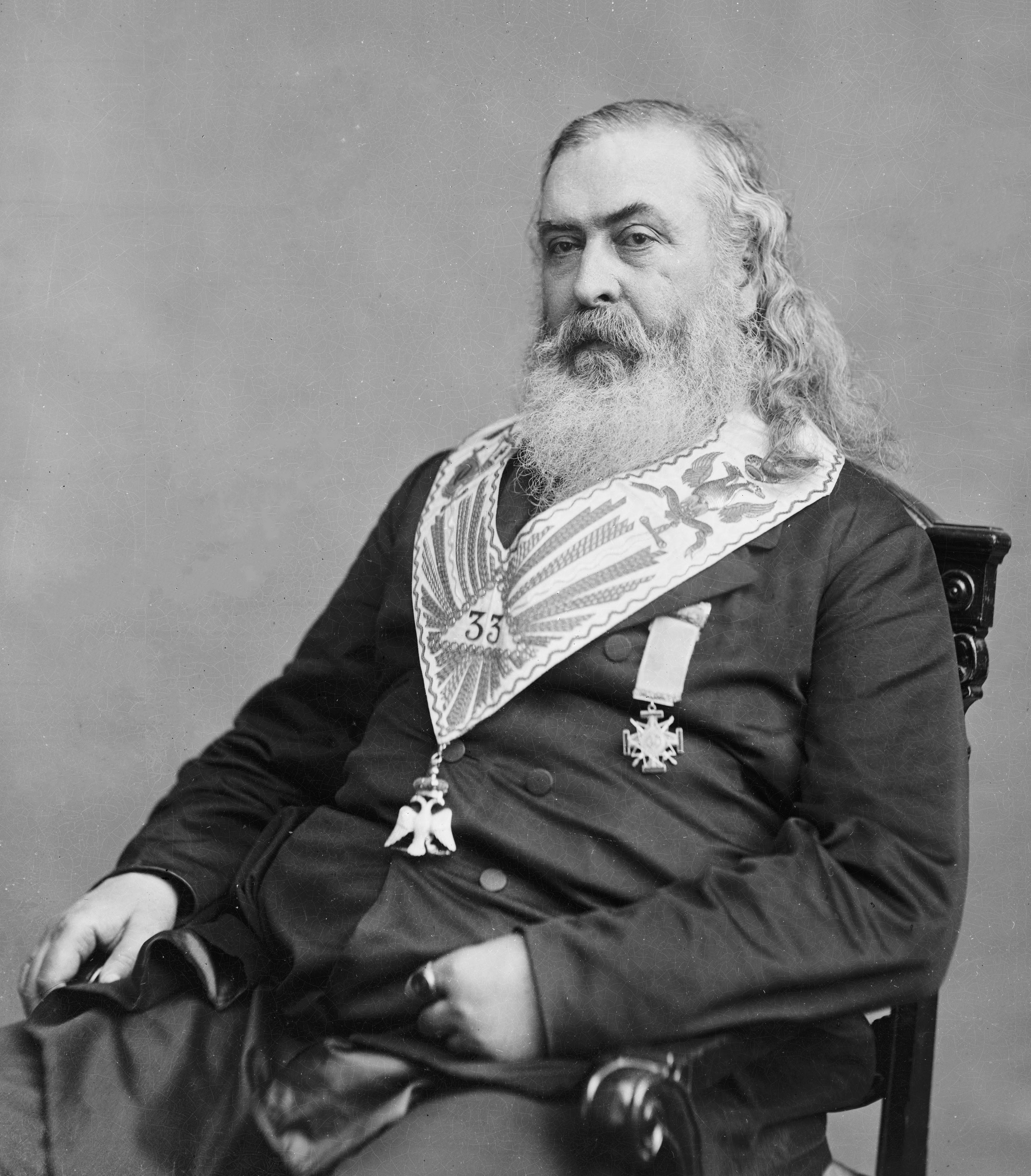
Портрет Альберта Пайка в кордоне великого командора.
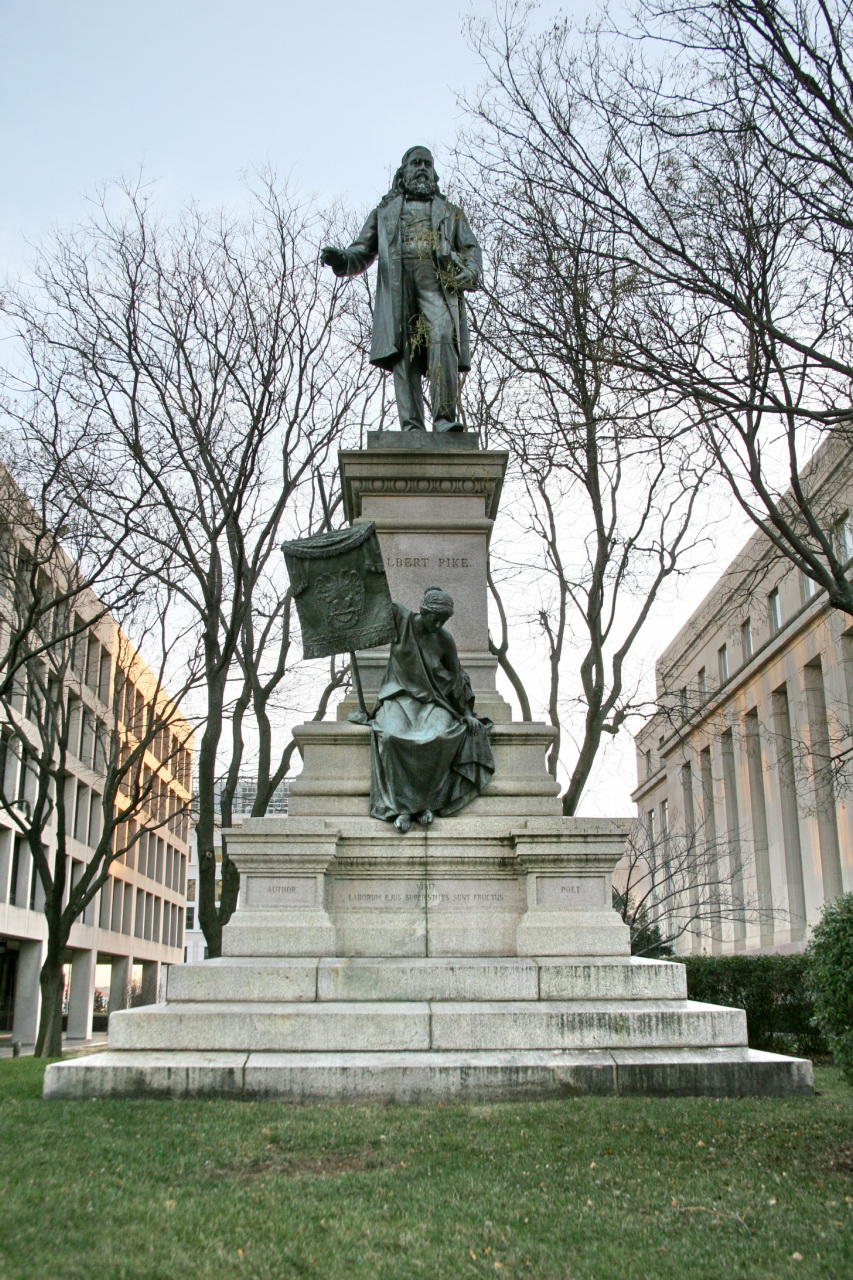
Памятник Альберту Пайку в Вашингтоне.
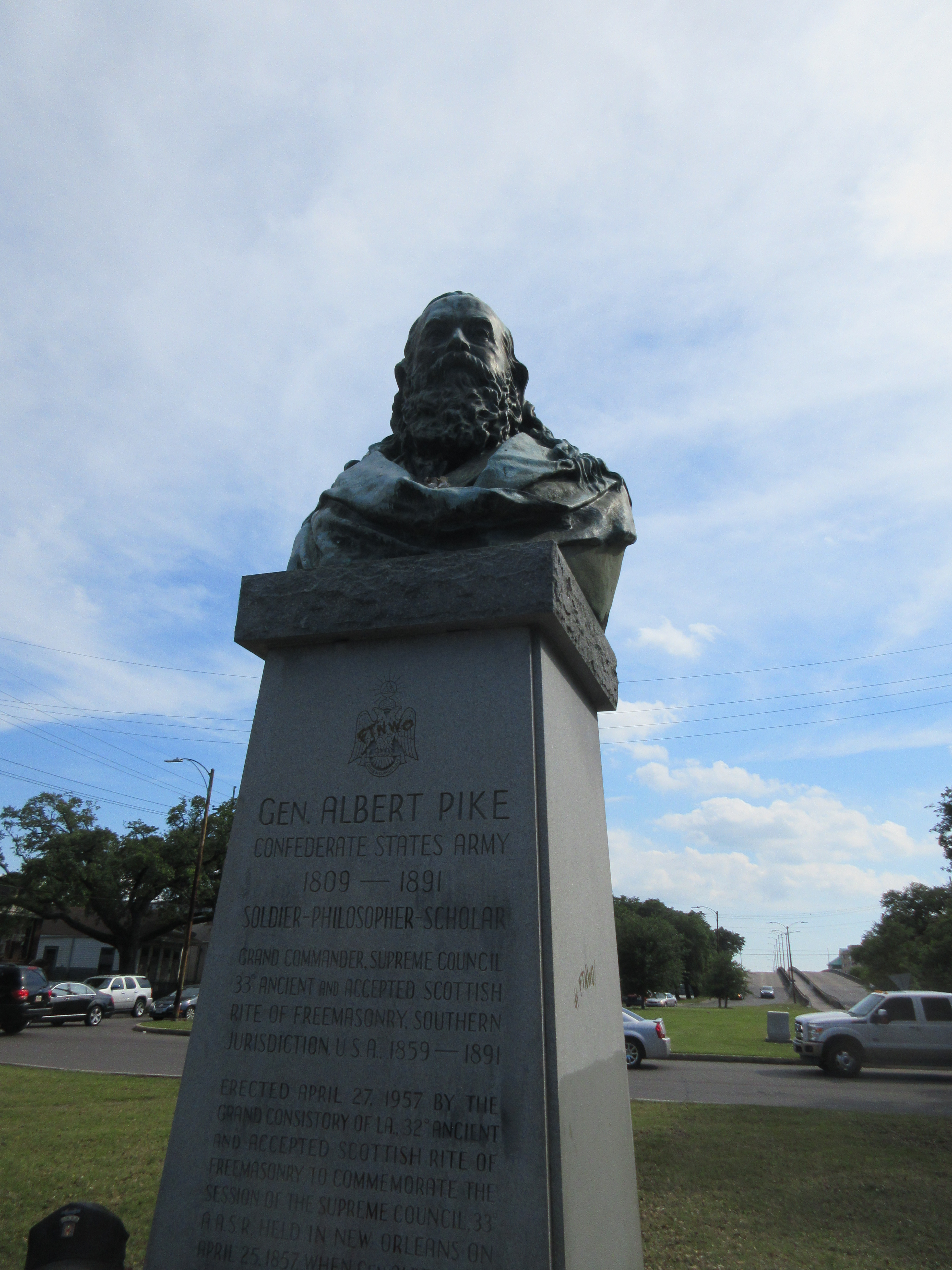
Монумент Альберту Пайку в Новом Орлеане.
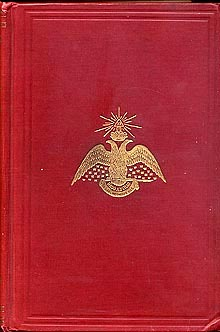
Обложка книги «Мораль и догма Древнего и принятого шотландского устава масонства»

## Память
Альберт Пайк является единственным офицером Конфедерации, кому был установлен памятник на одной из площадей в Вашингтоне (округ Колумбия). В Новом Орлеане также установлен монумент Альберту Пайку.
20 июня 2020 года памятник Альберту Пайку подвергся акту вандализма. Статуя была сброшена с пьедестала и подожжена.

## Избранные труды
- Pike, Albert (1997). Book of the Words. City: Kessinger Publishing. ISBN 1-56459-161-1.
- Pike, Albert (1997). Indo-Aryan Deities and Worship as Contained in the Rig-Veda. City: Kessinger Publishing. ISBN 1-56459-183-2.
- Pike, Albert (1997). Lectures of the Arya. City: Kessinger Publishing. ISBN 1-56459-182-4.
- Pike, Albert (2004). The Meaning of Masonry. City: Kessinger Publishing. ISBN 1-4179-1101-8.
- Pike, Albert (2002). Morals and Dogma of the Ancient and Accepted Scottish Rite Freemasonry. City: Kessinger Publishing, LLC. ISBN 0-7661-2615-3.
- Pike, Albert (2004). Morals and Dogma of the First Three Degrees of the Ancient and Accepted Scottish Rite Freemasonry. City: Kessinger Publishing, LLC. ISBN 1-4179-1108-5.
- Pike, Albert (2001). The Point Within the Circle. City: Holmes Pub Grou Llc. ISBN 1-55818-305-1.
- Pike, Albert (1997). Reprints of Old Rituals. City: Kessinger Publishing. ISBN 1-56459-983-3.